# Max Zeuske
Max Heinrich Wilhelm Zeuske (* 26. Dezember 1927 in Berlin; † 18. Oktober 2001 in Oranienburg) war ein deutscher Historiker. Er war von 1980 bis 1992 Professor für Allgemeine Geschichte Lateinamerikas an der Universität Rostock.

## Leben
Von 1942 bis 1944 besuchte er die Lehrerbildungsanstalt in Köthen. Von 1948 bis 1951 absolvierte er ein Pädagogikstudium (Geschichte und Didaktik) an der Martin-Luther-Universität Halle-Wittenberg. Von 1953 bis 1957 war er Referent, später Hauptreferent im Ministerium für Hoch- und Fachschulwesen in Berlin. Von 1957 bis 1960 war er Dozent an der Arbeiter- und Bauern-Fakultät Jena. Berufsbegleitend absolvierte er von 1956 bis 1961 ein Geschichtsstudium als Fernstudium an der Humboldt-Universität zu Berlin, das er als Diplom-Historiker abschloss. 
Von 1960 bis 1967 war er wissenschaftlicher Mitarbeiter an der Karl-Marx-Universität Leipzig, wo er 1965 mit einer Arbeit über die kubanische Revolution von 1933 zum Dr. phil. promovierte. Von 1968 bis 1970 war er Abteilungsleiter im Ministerium für Hoch- und Fachschulwesen der DDR in Berlin. Von 1970 bis 1979 war er Assistent (ab 1972 Hochschuldozent) an der Universität Leipzig. Dort schloss er 1980 mit einer Schrift über Sozialökonomische Entwicklung und demokratische Bewegung im bürgerlichen Übergangsprozess Lateinamerikas 1825-1917 die Promotion B zum Dr. sc. phil. (entspricht einer Habilitation) ab und erhielt die Venia legendi für Allgemeine Geschichte. 
Zeuske war 1963–1964 Berater beim Aufbau der Arbeiter- und Bauern-Fakultät Havanna und 1966 Gastprofessor an der Universität Havanna. 1971	beriet er die sozialistische Regierung in Chile (unter Salvador Allende) bei der Bildung eines Arbeiter- und Bauern-Fakultäts-Systems. Eine ebensolche Beraterfunktion übernahm er 1984 in Nicaragua.
Ab 1979 war er Hochschuldozent und von 1980 bis 1992 ordentlicher Professor für Allgemeine Geschichte Lateinamerikas an der Sektion Lateinamerikawissenschaften der Universität Rostock. Von 1981 bis 1985 war er Sektionsdirektor und von 1986 bis 1990 Leiter des Wissenschaftsbereichs Geschichte.
Michael Zeuske, der Sohn von Max Zeuske, hat sich als Historiker ebenfalls auf die Geschichte Lateinamerikas konzentriert.

## Schriften (Auswahl)
- Sandino. Ich nenne mich Sohn Bolivars. Rostock 1984, OCLC 486209036.
- mit Heinz Bleckert: Lateinamerika gestern und heute. Gotha 1985, OCLC 254545710.
- Die Conquista. Leipzig 1992, ISBN 3-361-00369-5.
- mit Michael Zeuske: Kuba 1492–1902. Kolonialgeschichte, Unabhängigkeitskriege und erste Okkupation durch die USA. Leipzig 1998, ISBN 3-931922-83-9.